# Авангард (стадіон, Ялта)
«Аванга́рд» — футбольний стадіон в Ялті, складається з двох полів (зелене та гареве). Є домашньою ареною клубу чемпіонату Криму «Інкомспорт». Місткість гаревого поля, яке використовується також як база підготовки Олімпійської збірної України, 7 000 місць. На стадіоні також проводяться різноманітні змагання з легкої атлетики.